# 朱林定律

朱林定律（英語：Jurin's Law）描述液体在毛细管中上升或下降的规律。此定律的文字表述是：在确定的温度下，液体在毛细管内升高的最大高度和毛细管的直径成反比。其数学表达式为：
{\displaystyle \qquad h={\frac {2\gamma \cos \theta }{\rho gr_{0}}}}
其中
- {\textstyle h} 是毛细管内液体的最大高度；
- {\textstyle \gamma } 是液体的表面张力；
- {\textstyle \theta } 是液体和毛细管壁间的接触角；
- {\textstyle \rho } 是液体的密度；
- {\textstyle g} 是重力加速度；
- {\textstyle r_{0}} 是毛细管的半径。

只有当毛细管为圆柱形，且管半径 {\textstyle r_{0}} 小于毛细长度 ({\textstyle \lambda _{c}={\sqrt {\gamma /\rho g}}}) 时，此定律才有效。
1670年，吉奥瓦尼·博雷利在朱林之前用实验证明了，毛细管内液体上升高度与毛细管半径成反比的关系；但英国生理学家詹姆斯·朱林（1684-1750）独立证明了这一定律，此后就称此为朱林定律。